# Derek Parra
Derek Parra (* 15. března 1970 San Bernardino, Kalifornie) je bývalý americký rychlobruslař.

## Profesionální kariéra
Prvního mezinárodního závodu se zúčastnil na začátku roku 1996 v rámci Světového poháru. Na světových šampionátech se poprvé představil v roce 1999. Prvního velkého úspěchu dosáhl na Mistrovství světa na jednotlivých tratích 2001, kde v závodě na 1500 m získal stříbrnou medaili. Na Zimních olympijských hrách 2002 vybojoval zlato na trati 1500 m a stříbro na distanci 5000 m, kromě toho byl třináctý na 10 000 m. Svoji nejúspěšnější sezónu zakončil ziskem bronzu na Mistrovství světa ve víceboji. V dalších letech již cenné kovy nezískal, jeho nejlepším výsledkem bylo páté místo na světovém šampionátu 2003 na patnáctistovce a čtvrtá příčka ve stíhacím závodě družstev v roce 2005. Startoval na Zimních olympijských hrách 2006, kde se na trati 1500 m umístil na 19. místě a s americkým týmem byl šestý v závodě družstev. Po sezóně 2005/2006 ukončil sportovní kariéru.